# Boiu Mare (gmina)
Boiu Mare – gmina w Rumunii, w okręgu Marmarosz. Obejmuje miejscowości Boiu Mare, Frâncenii Boiului, Prislop i Românești. W 2011 roku liczyła 1131 mieszkańców.